# Sifan Hassan
Sifan Hassan (født 1. januar 1993) er en etiopisk-født atlet, der repræsenterer Holland. Hun vandt 1500 meter både ved EM i 2014 og EM indendørs i 2015. Hassan vandt guld på 5000 meter ved EM i Berlin 2018.
Hun kom til Holland som flygtning i 2008, da hun var 15 år, og begyndte at løbe, mens hun studerede til sygeplejerske. Hun blev hollandsk statsborger i november 2011.